# 真壁町
真壁町（まかべまち）は茨城県桜川市内の町である。市町村合併の前は、真壁郡にあった。

## 概要
茨城県西部に位置し、地元で産出する真壁御影石による石材加工業と農業が盛んな町である。歴史は古く、真壁氏が本拠として真壁城を築いたことに始まり、後に佐竹氏の家臣となった真壁氏が房幹の代に出羽国秋田に移った後、浅野長政が隠居料として同地などを拝領し真壁藩を立藩。浅野長重の代に笠間藩へ加増移封された後も陣屋がおかれた。陣屋があったところを中心として、市街地には古い町並みが広がっており、国の登録有形文化財建造物の数は100を軽く超える。また、各家や商店などでは2003年から町おこしによる雛祭が行われることで知られる。町南部にある筑波山は、県内でも観光地として有名である。
1954年（昭和29年）に旧真壁町、紫尾村、谷貝村、樺穂村と長讃村の一部が合併して真壁町が誕生し、町制は約51年間続いたが、2005年10月1日、近隣の岩瀬町、大和村と合併し、桜川市となった。

## 地理
町域の東部地域は、水郷筑波国定公園の一角をなす筑波山・加波山などの筑波山塊の西斜面が覆い、中央部に桜川が南流する桜川低地、西部は常陸台地のひとつである真壁台地が広がる。加波山一帯は真壁石とよばれる花崗岩の産地で、日本有数の石材業の町となっている。また、桜川低地は水田地帯、真壁台地上は畑作に利用される。
町内に伝正寺、最勝王寺、薬王院などの寺院があり、南部の筑波山では気温の逆転現象を利用した観光ミカン農園がある。
- 山:筑波山
- 山: 加波山
- 河川:桜川

### 隣接していた自治体
- 筑西市
- つくば市
- 真壁郡大和村
- 新治郡八郷町

## 歴史
古くは、約400年にわたって支配した真壁氏の城下町として繁栄し、のちに笠間藩領となった。明治時代には、真壁郡暴動や加波山事件が起こった地として知られている。1954年（昭和29年）、いわゆる昭和の大合併により旧真壁町が周辺の村と合併して真壁町が誕生し、平成の大合併での大和村・岩瀬町との対等合併によって桜川市が発足する2005年（平成17年）まで続いた。

### 沿革
- 1889年（明治22年）4月1日 - 町村制の施行により、真壁町が発足。
- 1954年（昭和29年）
  - 11月2日 - 長讃村の一部（源法寺）を編入。
  - 12月1日 - 紫尾村・谷貝村・樺穂村と合併し、新たな真壁町が発足。
- 1987年（昭和62年）4月1日 - 筑波鉄道筑波線が廃止。
- 2005年（平成17年）10月1日 - 大和村・西茨城郡岩瀬町と合併し桜川市が発足。同日真壁町廃止。

### 行政区域変遷
- 変遷の年表

| 真壁町町域の変遷（年表） | 真壁町町域の変遷（年表） | 真壁町町域の変遷（年表） |
| 年                       | 月日                     | 旧真壁町町域に関連する行政区域変遷 |
| ------------------------ | ------------------------ | --- |
| 1889年（明治22年）       | 4月1日                   | 町村制施行により、以下の村が発足。 - 真壁町 ← 真壁町・山尾村・古城村・飯塚村・田村・伊佐々村・亀熊村・塙世村 - 樺穂村 ← 原方村・長岡村・白井村・桜井村 ・上小幡村・下小幡村 - 谷貝村 ← 細柴村・東矢貝村・上谷貝村・下谷貝村・大塚新田 - 紫尾村 ← 羽鳥村・椎尾村・東山田村・酒寄村 - 長讃村 ← 猫島村・上西郷谷村・源法寺村・宮後村・宮山村・押尾村 |
| 1954年（昭和29年）       | 11月2日                  | 長讃村の一部（源法寺）を編入。 |
| 1954年（昭和29年）       | 12月1日                  | 紫尾村・谷貝村・樺穂村と合併し、新たな真壁町が発足。 |
| 2005年（平成17年）       | 10月1日                  | 大和村・西茨城郡岩瀬町と合併し桜川市が発足。同日真壁町廃止。 |

- 変遷表

| 真壁町町域の変遷表 | 真壁町町域の変遷表 | 真壁町町域の変遷表  | 真壁町町域の変遷表 | 真壁町町域の変遷表  | 真壁町町域の変遷表           | 真壁町町域の変遷表           | 真壁町町域の変遷表     | 真壁町町域の変遷表 |
| 1868年 以前        | 1868年 以前        | 明治元年 - 明治22年 | 明治22年 4月1日    | 明治22年 - 昭和19年 | 昭和20年 - 昭和64年          | 昭和20年 - 昭和64年          | 平成元年 - 現在        | 現在               |
| ------------------ | ------------------ | ------------------- | ------------------ | ------------------- | ---------------------------- | ---------------------------- | ---------------------- | ------------------ |
|                    | 町屋村             | 明治14年 真壁町     | 真壁町             | 真壁町              | 昭和29年12月1日 真壁町       | 昭和29年12月1日 真壁町       | 平成17年10月1日 桜川市 | 桜川市             |
|                    | 山尾村             |                     | 真壁町             | 真壁町              | 昭和29年12月1日 真壁町       | 昭和29年12月1日 真壁町       | 平成17年10月1日 桜川市 | 桜川市             |
|                    | 古城村             |                     | 真壁町             | 真壁町              | 昭和29年12月1日 真壁町       | 昭和29年12月1日 真壁町       | 平成17年10月1日 桜川市 | 桜川市             |
|                    | 飯塚村             |                     | 真壁町             | 真壁町              | 昭和29年12月1日 真壁町       | 昭和29年12月1日 真壁町       | 平成17年10月1日 桜川市 | 桜川市             |
|                    | 田村               |                     | 真壁町             | 真壁町              | 昭和29年12月1日 真壁町       | 昭和29年12月1日 真壁町       | 平成17年10月1日 桜川市 | 桜川市             |
|                    | 伊佐々村           |                     | 真壁町             | 真壁町              | 昭和29年12月1日 真壁町       | 昭和29年12月1日 真壁町       | 平成17年10月1日 桜川市 | 桜川市             |
|                    | 亀熊村             |                     | 真壁町             | 真壁町              | 昭和29年12月1日 真壁町       | 昭和29年12月1日 真壁町       | 平成17年10月1日 桜川市 | 桜川市             |
|                    | 塙世村             |                     | 真壁町             | 真壁町              | 昭和29年12月1日 真壁町       | 昭和29年12月1日 真壁町       | 平成17年10月1日 桜川市 | 桜川市             |
|                    | 原方村             | 原方村              | 樺穂村             | 樺穂村              | 昭和29年12月1日 真壁町       | 昭和29年12月1日 真壁町       | 平成17年10月1日 桜川市 | 桜川市             |
|                    | 長岡村             |                     | 樺穂村             | 樺穂村              | 昭和29年12月1日 真壁町       | 昭和29年12月1日 真壁町       | 平成17年10月1日 桜川市 | 桜川市             |
|                    | 白井村             |                     | 樺穂村             | 樺穂村              | 昭和29年12月1日 真壁町       | 昭和29年12月1日 真壁町       | 平成17年10月1日 桜川市 | 桜川市             |
|                    | 桜井村             |                     | 樺穂村             | 樺穂村              | 昭和29年12月1日 真壁町       | 昭和29年12月1日 真壁町       | 平成17年10月1日 桜川市 | 桜川市             |
|                    | 上小幡村           |                     | 樺穂村             | 樺穂村              | 昭和29年12月1日 真壁町       | 昭和29年12月1日 真壁町       | 平成17年10月1日 桜川市 | 桜川市             |
|                    | 下小幡村           |                     | 樺穂村             | 樺穂村              | 昭和29年12月1日 真壁町       | 昭和29年12月1日 真壁町       | 平成17年10月1日 桜川市 | 桜川市             |
|                    | 細柴村             | 細柴村              | 谷貝村             | 谷貝村              | 昭和29年12月1日 真壁町       | 昭和29年12月1日 真壁町       | 平成17年10月1日 桜川市 | 桜川市             |
|                    | 東矢貝村           |                     | 谷貝村             | 谷貝村              | 昭和29年12月1日 真壁町       | 昭和29年12月1日 真壁町       | 平成17年10月1日 桜川市 | 桜川市             |
|                    | 上谷貝村           |                     | 谷貝村             | 谷貝村              | 昭和29年12月1日 真壁町       | 昭和29年12月1日 真壁町       | 平成17年10月1日 桜川市 | 桜川市             |
|                    | 下谷貝村           |                     | 谷貝村             | 谷貝村              | 昭和29年12月1日 真壁町       | 昭和29年12月1日 真壁町       | 平成17年10月1日 桜川市 | 桜川市             |
|                    | 大塚新田           |                     | 谷貝村             | 谷貝村              | 昭和29年12月1日 真壁町       | 昭和29年12月1日 真壁町       | 平成17年10月1日 桜川市 | 桜川市             |
|                    | 羽鳥村             | 羽鳥村              | 紫尾村             | 紫尾村              | 昭和29年12月1日 真壁町       | 昭和29年12月1日 真壁町       | 平成17年10月1日 桜川市 | 桜川市             |
|                    | 上椎尾村           | 明治11年 椎尾村     | 紫尾村             | 紫尾村              | 昭和29年12月1日 真壁町       | 昭和29年12月1日 真壁町       | 平成17年10月1日 桜川市 | 桜川市             |
|                    | 下椎尾村           | 明治11年 椎尾村     | 紫尾村             | 紫尾村              | 昭和29年12月1日 真壁町       | 昭和29年12月1日 真壁町       | 平成17年10月1日 桜川市 | 桜川市             |
|                    | 東山田村           |                     | 紫尾村             | 紫尾村              | 昭和29年12月1日 真壁町       | 昭和29年12月1日 真壁町       | 平成17年10月1日 桜川市 | 桜川市             |
|                    | 酒寄村             |                     | 紫尾村             | 紫尾村              | 昭和29年12月1日 真壁町       | 昭和29年12月1日 真壁町       | 平成17年10月1日 桜川市 | 桜川市             |
|                    | 源法寺村           | 源法寺村            | 長讃村 の一部      | 長讃村の一部        | 昭和29年11月2日 真壁町に編入 | 昭和29年11月2日 真壁町に編入 | 平成17年10月1日 桜川市 | 桜川市             |

## 就業人口
- 第1次産業　 952人
- 第2次産業　4,592人
- 第3次産業　4,563人

（2000年）

## 財政
- 歳入：6,140,487 千円
- 歳出：5,802,858 千円

（2001年）

## 行政
- 町長：平間小四郎

## 産業
主産業は農業と石材業で、加波山一帯で石材団地を形成して、真壁石とよばれる花崗岩は墓石などに加工し生産される。また、低地の水田地帯で良質米を産し、台地はスイカ・ハクサイなどの畑作物が生産された。
地場産業は、酒・醤油などの醸造業、暗きょ用の土管・植木鉢などの真壁焼（椎尾焼）、梵鐘の製造などである。現在、梵鐘製造者は関東唯一の一社を残すのみである。かつては製糸の町とも知られ、水車を利用した製粉・製麺業も行われた。町内で産出される真壁焼は、同町東山田の広瀬民弥が、1840年（天保11年）に三河（現・愛知県南東部）から師匠を招いて創始された焼き物で、主に釉を用いない土器の製造が中心である。概して家内工業的傾向が強く、兼業農家が多いのが特色で、製品はシクラメン・菊用の植木鉢が大部分を占め、関東全域と東北地方の一部に出荷された。

## 地域

### 教育
高等学校
- 茨城県立真壁高等学校

中学校
- 真壁町立桜川中学校
- 真壁町立桃山中学校

小学校
- 真壁町立真壁小学校
- 真壁町立樺穂小学校
- 真壁町立紫尾小学校
- 真壁町立谷貝小学校

## 交通

### 鉄道
筑波山塊の山裾に沿って、町域を南北に縦断する鉄道として筑波鉄道線が走り、町内には5つの駅が設置されていた。赤字経営が続くローカル線であったことから1987年（昭和62年）に廃止された。
- 筑波鉄道
  - 筑波線（1987年4月1日に廃止）
    - 酒寄駅 - 紫尾駅 - 常陸桃山駅 - 真壁駅 - 樺穂駅

### 道路
- 主要地方道
  - 茨城県道7号石岡筑西線
  - 茨城県道14号筑西つくば線
  - 茨城県道41号つくば益子線
- 一般県道
  - 茨城県道131号下妻真壁線
  - 茨城県道148号東山田岩瀬線
  - 茨城県道149号横塚真壁線
  - 茨城県道150号月岡真壁線
  - 茨城県道151号荻島真壁線
  - 茨城県道218号大塚真壁線
- 自転車道
  - 茨城県道501号岩瀬土浦自転車道線（つくばりんりんロード）

## 史跡・文化財
- 真壁城（国史跡）

### 主な登録有形文化財建造物

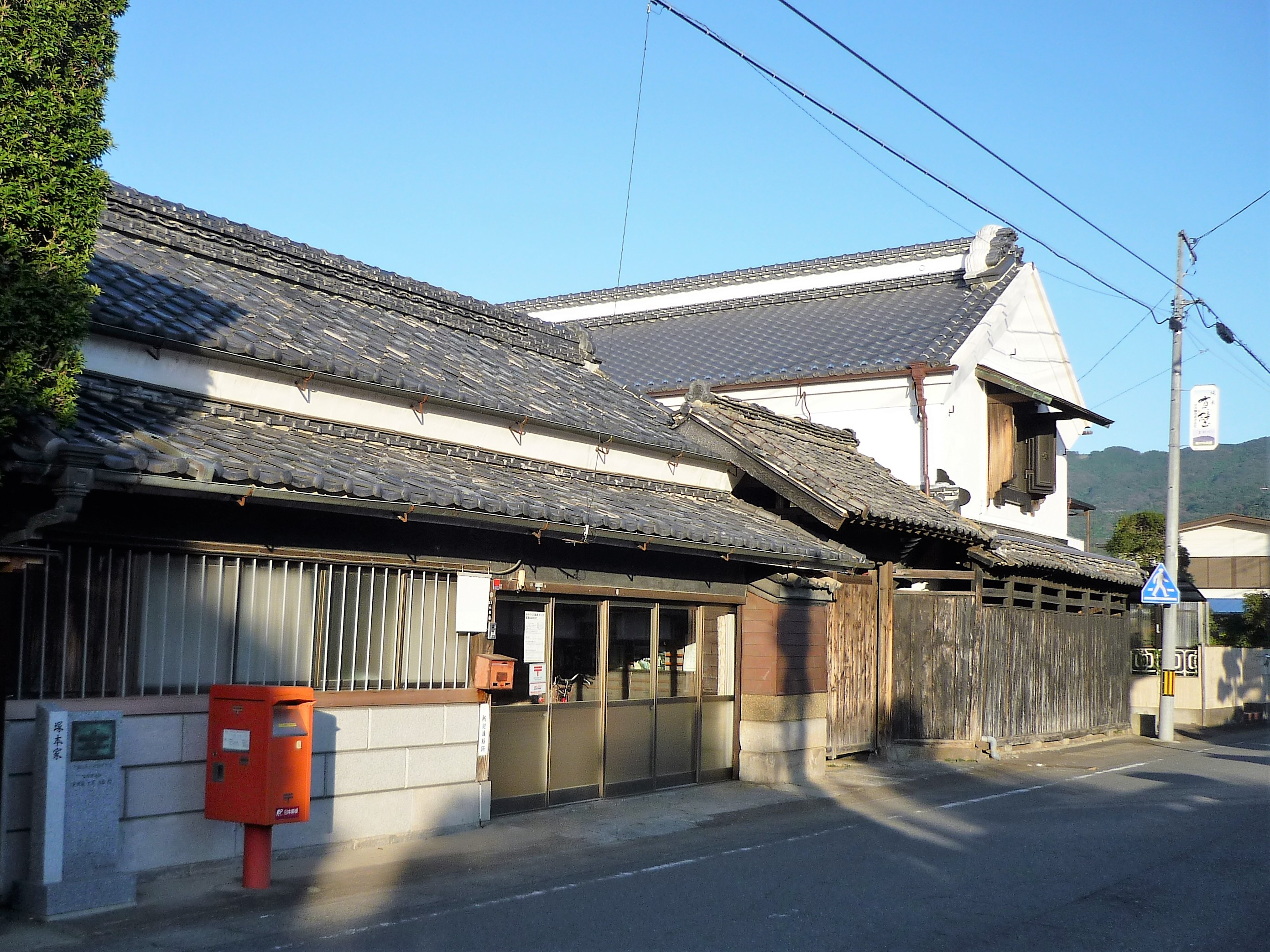
塚本家
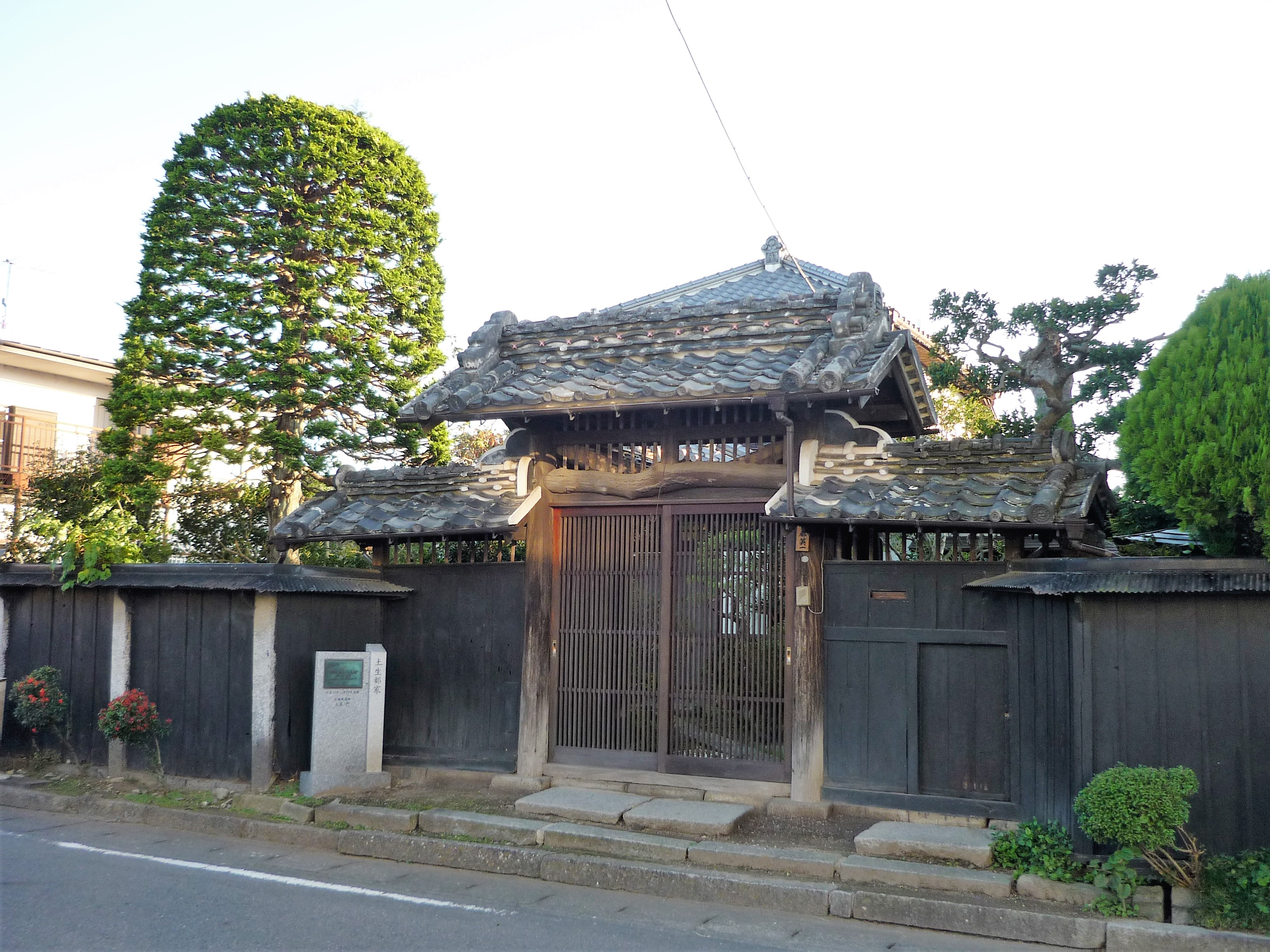
土生都家
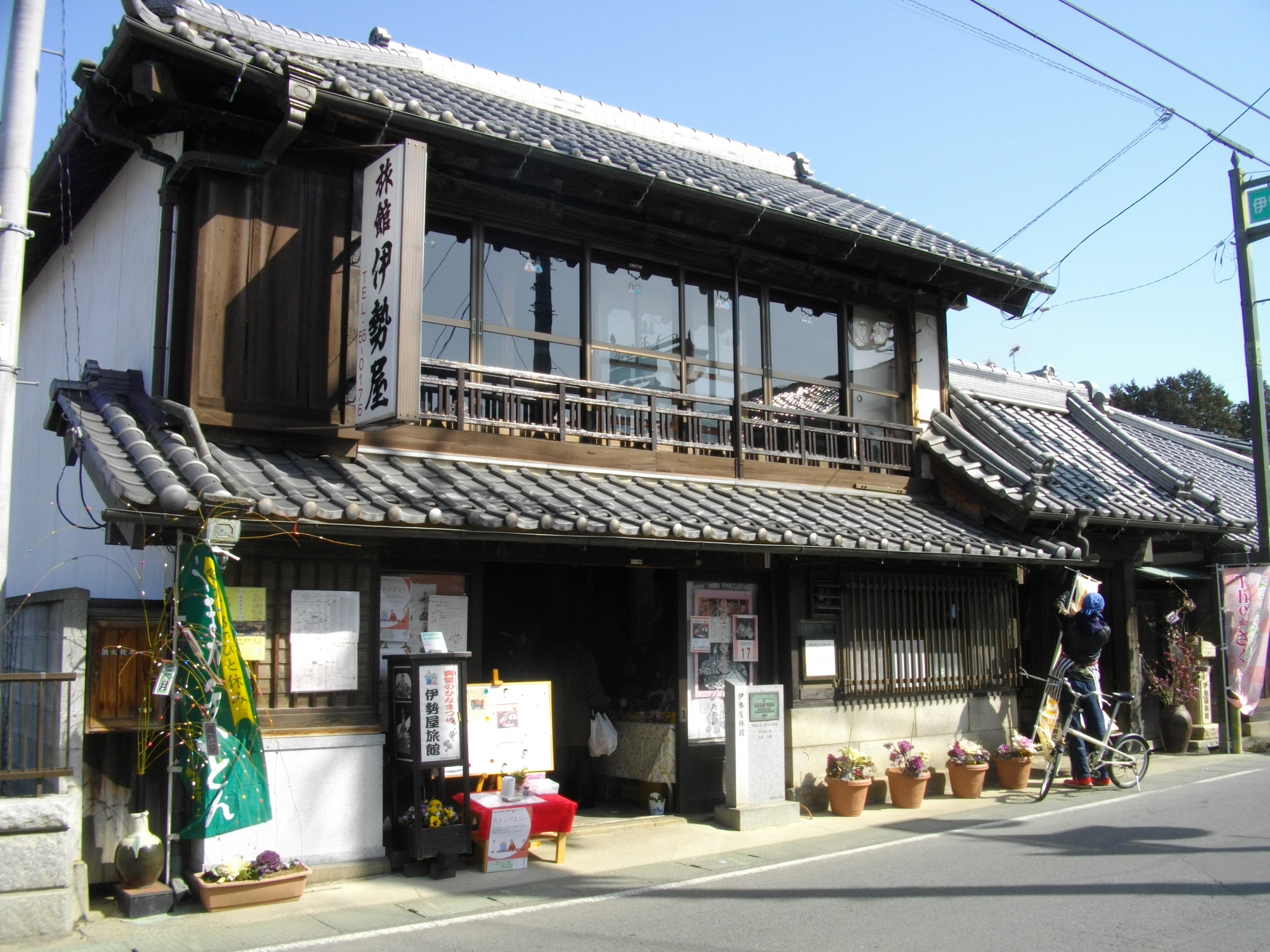
伊勢屋旅館
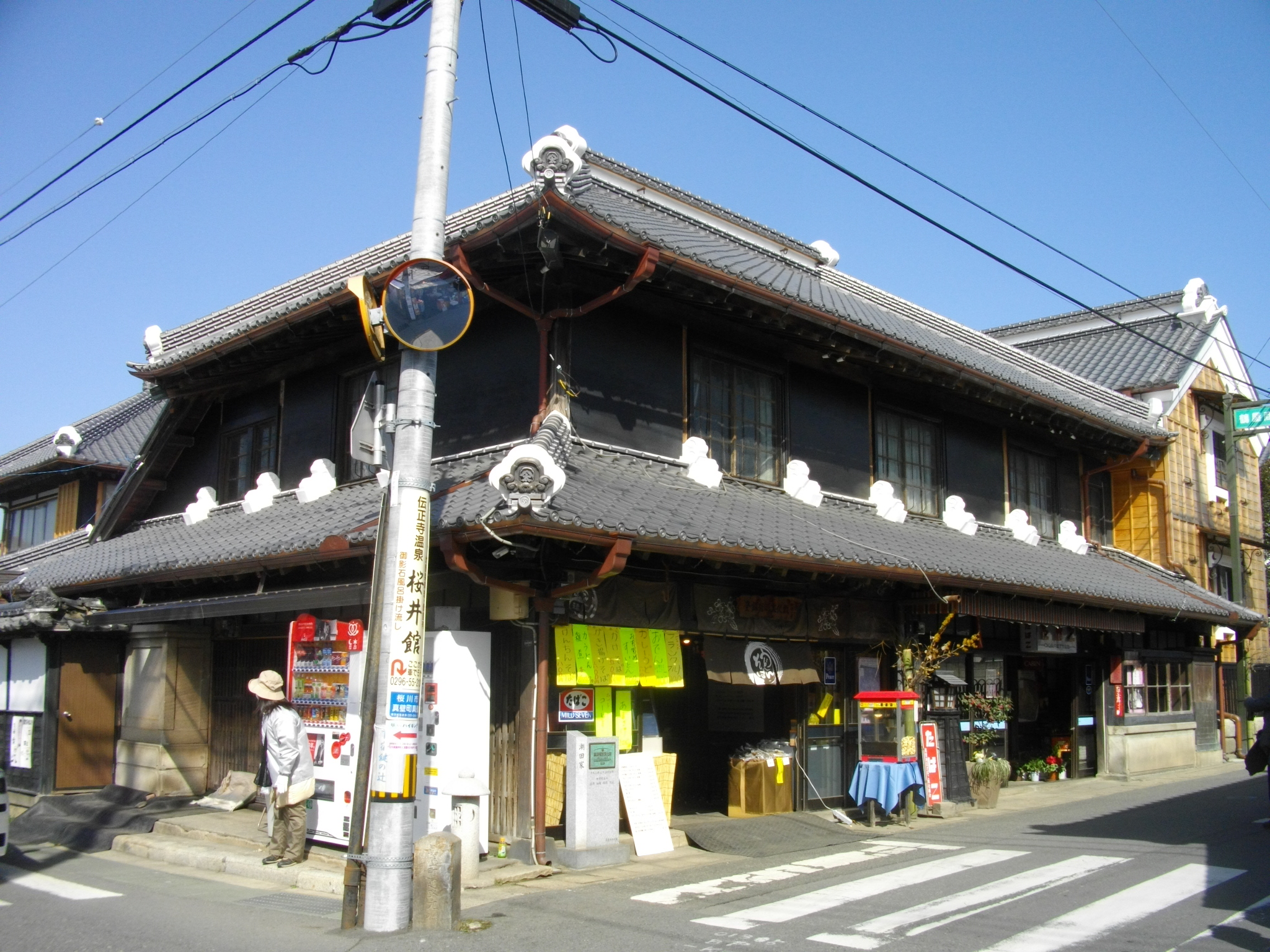
潮田家住宅
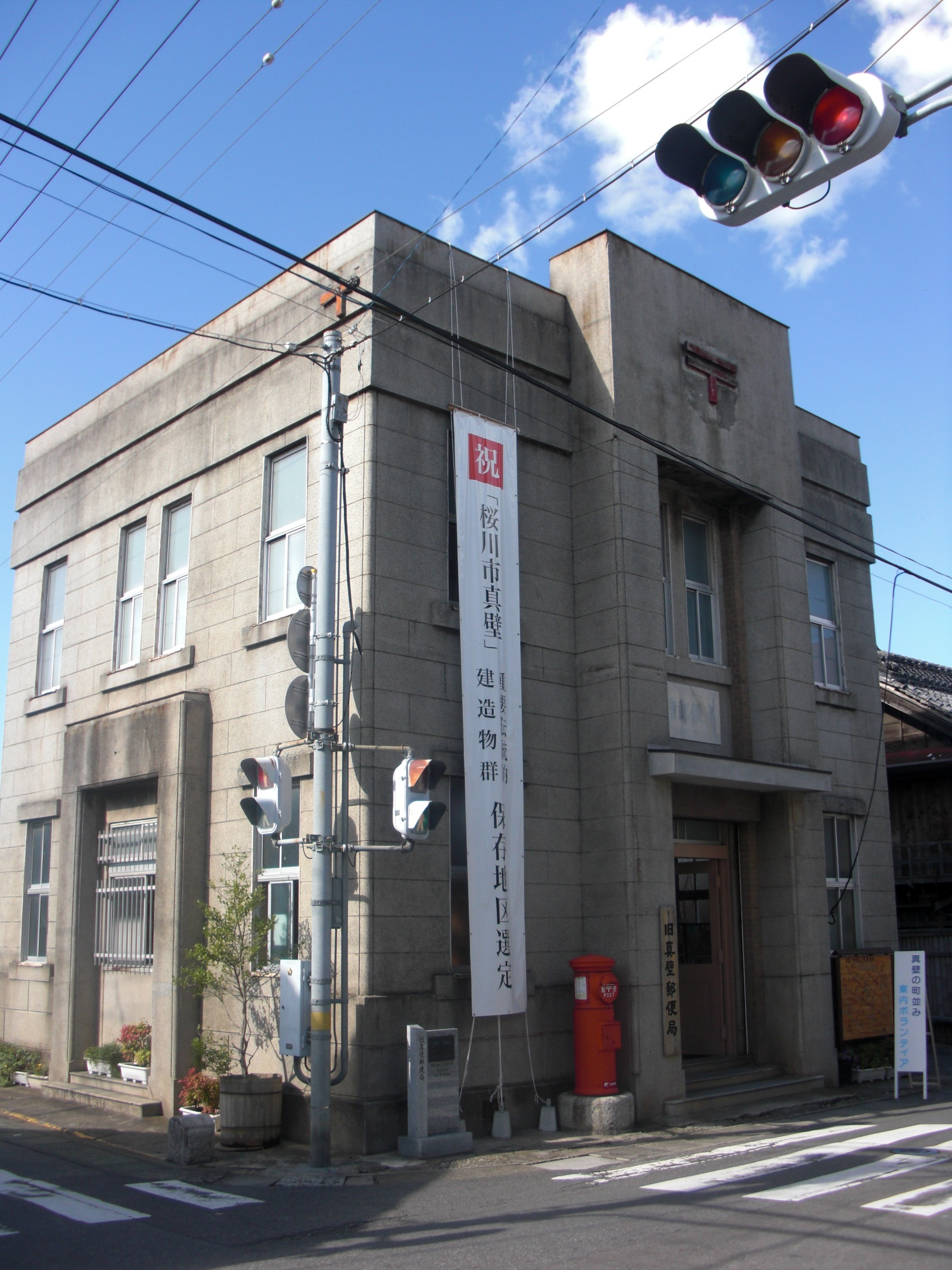
旧真壁郵便局（旧・第五十銀行真壁支店）
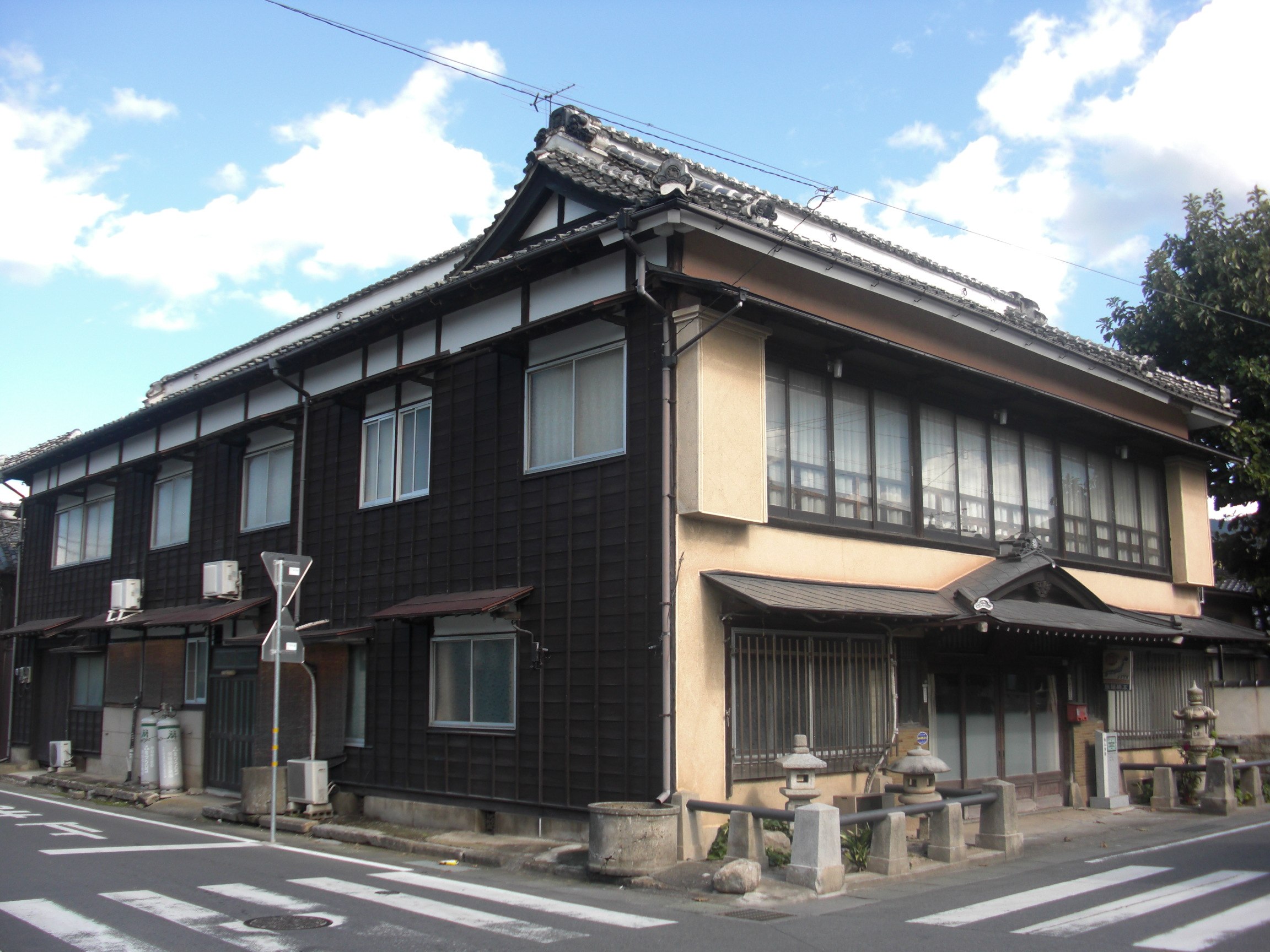
橋本旅館
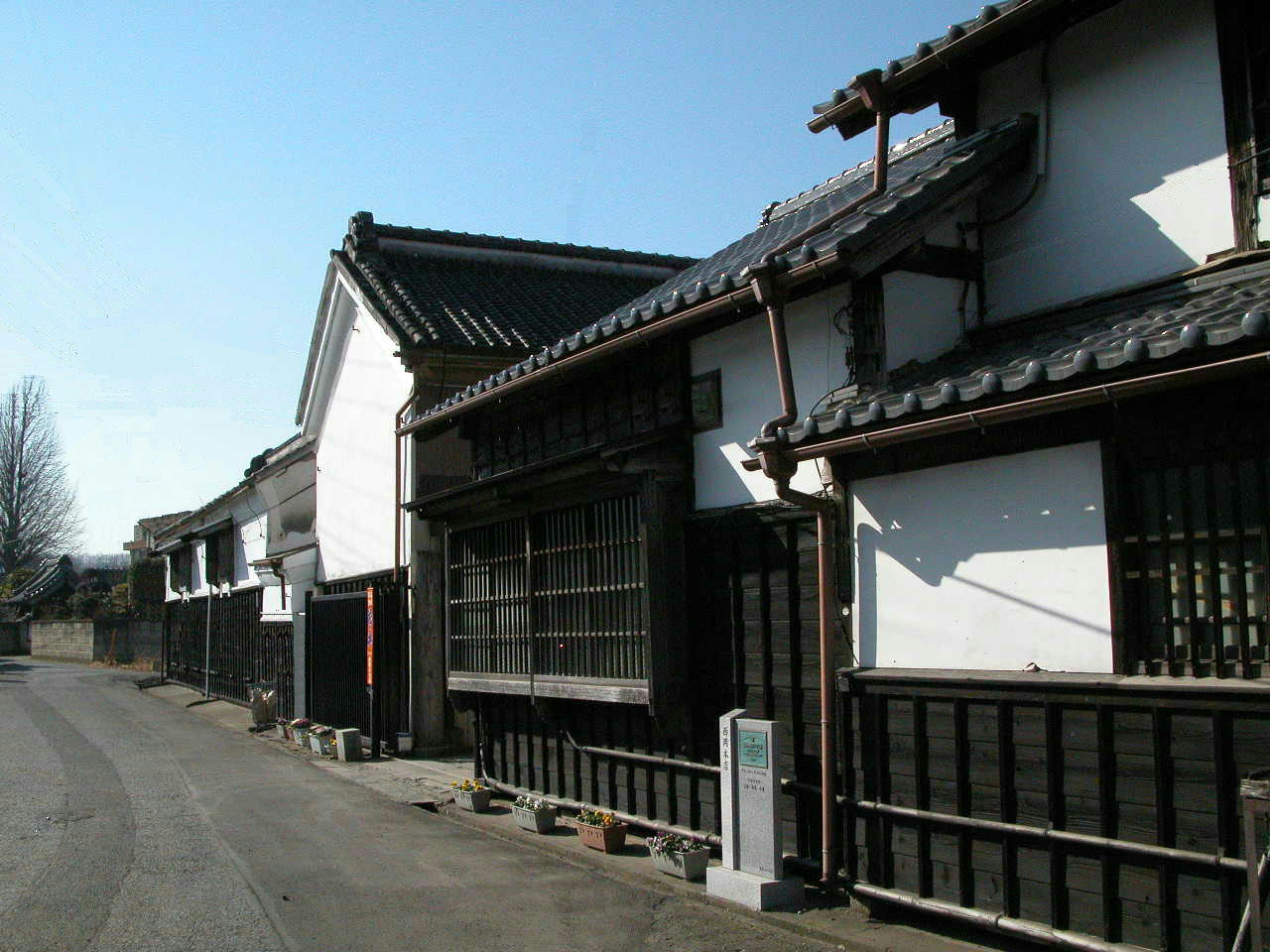
株式会社 西岡本店（日本酒 <花の井> 蔵元）

104棟が国の登録有形文化財となっている。主なものを以下に記す。
- 塚本家　門（1907年）・主屋（1924年）・見世蔵（大正中期）・土蔵（1908年）
- 土生都家　高麗門（明治時代）・主屋（1926年）
- 伊勢屋旅館（勢州楼）　主屋・土蔵（いずれも明治中期）
- 高久家　本店（明治期）
- 潮田家住宅（鶴屋）　見世蔵（1910年）・袖蔵（1912年）・脇蔵（明治初期）・離れ（昭和初期）
- 密弘寺　不動堂（1840年）
- 第五十銀行真壁支店（旧真壁郵便局）　RC作り二階建てビル（1927年）
- 市塚紀夫家　住宅（明治初期）
- 中村家　見世蔵・主屋（いずれも1913年）
- 関根家　店舗・主屋（いずれも1875年）
- 橋本旅館　本館（1929年）・土蔵（明治時代）
- 出川薬局　主屋・石蔵（いずれも1937年）
- 西岡本店　店舗・脇蔵・米蔵（明治時代）

参考：茨城県桜川市-真壁町の登録文化財104棟、真壁の古い町並み